# Abbad II al-Mu'tadid
ʿAbbād II al-Muʿtaḍid bi-llāh, in arabo عبَّاد ﺍﻟﺜﺎني المعتضد ﺑالله‎? (Siviglia, 1016 – Siviglia, 28 marzo 1069), è stato un sovrano arabo che governò la Taifa di Siviglia in al-Andalus.

## Origine
Abbad II era figlio di Abu al-Qasim Muhammad ibn Abbad, appartenente alla famiglia araba degli Abbadidi, che secondo Ibn Khallikan's Biographical dictionary, 3 discendeva dai Lakhmidi, ultimi re di Al-Hira e, come riporta la The History Of The Mohammedan Dynasties In Spain Vol II, un suo avo, di nome Ittaf, originario di un paese nel deserto tra Siria ed Egitto, era giunto in al-Andalus, nel 741 e si era stabilito Tocina, nella zona di Siviglia.

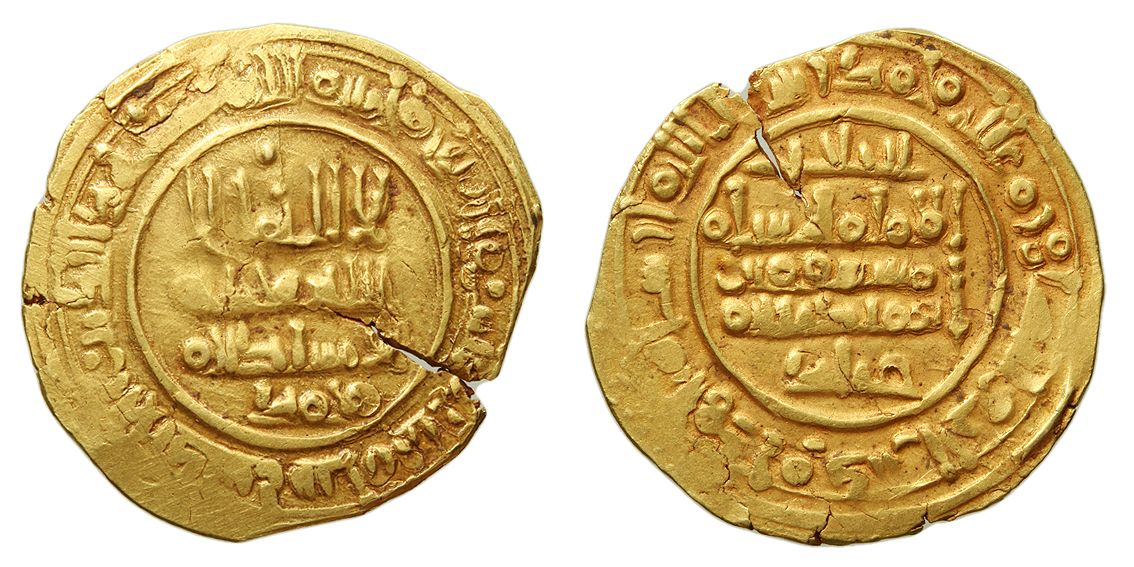
Dinar di Abbad II al-Mu'tadid

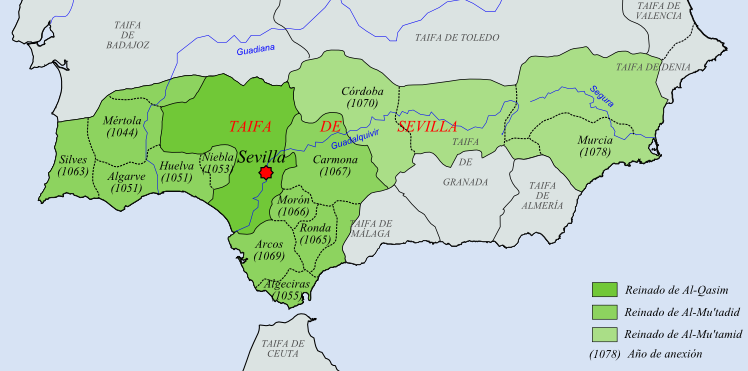

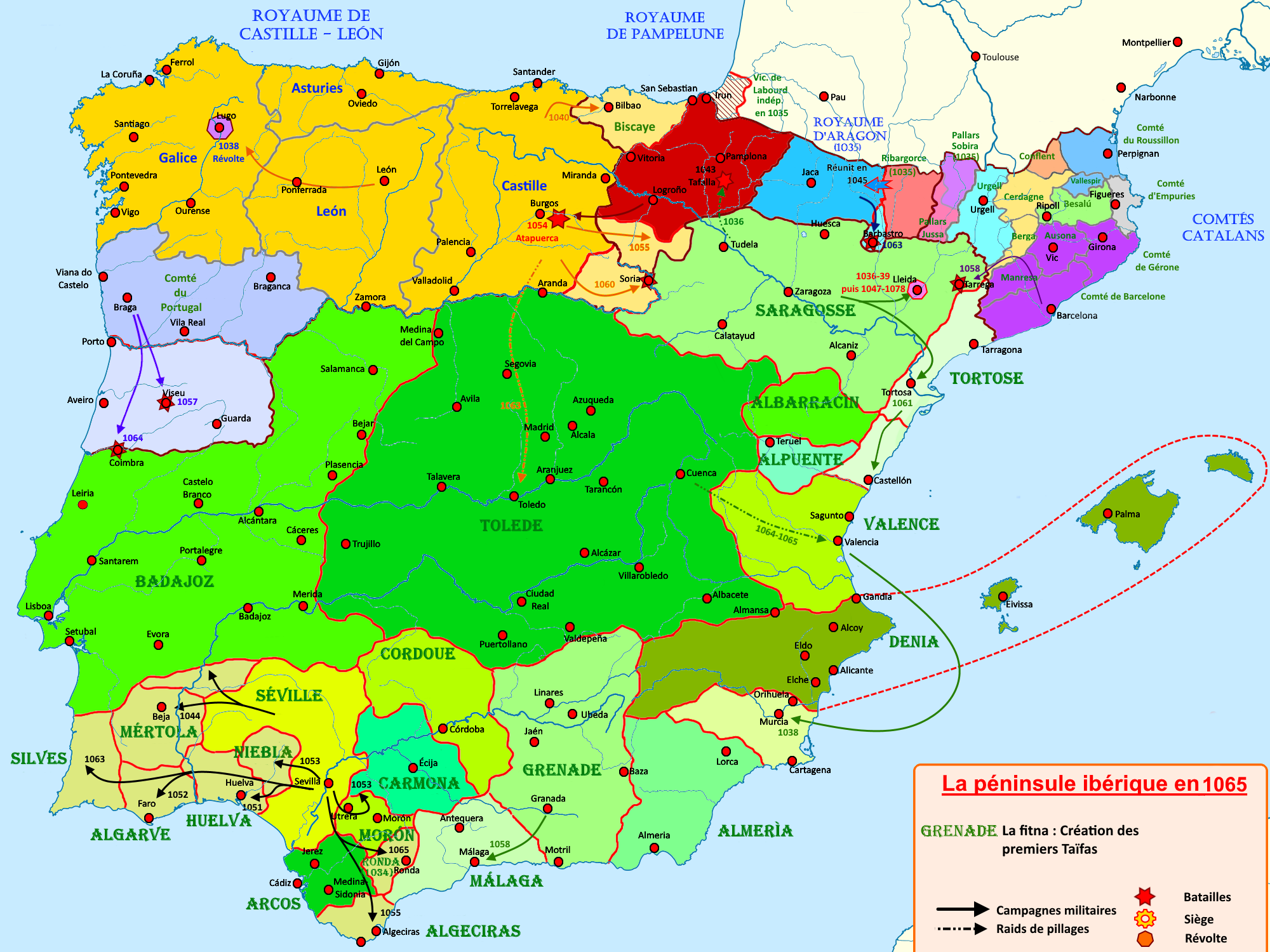
Taifa di Siviglia, nel 1065

## Biografia
Fondatore della tāʾifa fu in realtà suo padre Abu al-Qasim Muhammad ibn Abbad, che, secondo la Histoire des Musulmans d'Espagne governò con il titolo di ḥājib (ciambellano, Maestro di Palazzo), non assumendo il titolo di re mentre Abbad II, nel 1042, 
come conferma la Histoire des Almohades / d'Abd el- Wâh'id Merrâkechi, prese il titolo di re, assumendo il titolo di al-Motadid billah (colui che implora l'assistenza di Dio).

Inizialmente, ʿAbbād II al-Muʿtaḍid bi-llāh intrattenne relazioni amichevoli col suo confinante Ferdinando I di León e Castiglia, allora Conte di Castiglia e Re di León, e del tutto tollerante nei confronti della fede cristiana. Tra gli altri segni di amicizia, egli autorizzò il trasferimento delle reliquie di sant'Isidoro da Siviglia alla Real Basílica di Sant'Isidoro a León.
Il Muslim Spain and Portugal: A Political History of al-Andalus riporta che Abbad II al-Mu'tadid portò avanti una politica di annessioni, e ampliò i suoi domini conquistando diverse tāʾifa musulmane: quella di Mértola (1044-45), di Huelva e Algarve (1051), Niebla (1053), di Algeciras (1055), Silves (1063), di Ronda (1065), Carmona (1065), Morón (1066) e di Arcos (1069), come riporta il Muslim Spain and Portugal: A Political History of al-Andalus.
Combatté inoltre contro gli Ziridi della Taifa di Granada e gli Aftasidi della Ta'ifa di Badajoz, senza tuttavia ottenere alcun risultato positivo in questi ultimi casi.
Nel 1063 Ferdinando I si presentò con un esercito ai confini del suo principato e ʿAbbād II non poté far altro che piegarsi a riconoscere la sua sovranità, assoggettandosi al pagamento di un tributo.
Il regno di ʿAbbād II al-Muʿtaḍid terminò con la sua morte nel 1069. Morì il 28 marzo, di morte naturale oppure avvelenato, secondo la Histoire des Almohades / d'Abd el- Wâh'id Merrâkechi. Secondo la History Of The Mohammedan Dynasties In Spain Vol II, morì nel maggio 1069 e gli succedette al trono il figlio Muhammad al-Muʿtamid.

### Fonti primarie
- (FR)  Histoire des Almohades / d'Abd el- Wâh'id Merrâkechi
- (EN)  The History Of The Mohammedan Dynasties In Spain Vol II
- (EN)  Muslim Spain and Portugal: A Political History of al-Andalus
- (EN)  Ibn Khallikan's Biographical dictionary, 3
- (FR)  #ES Histoire des Musulmans d'Espagne, tome 4
- (LA)  (ES)  España sagrada. Theatro geographico-historico de la iglesia de España (2ª ed.), Tomo XXIII

### Letteratura storiografica
- Rafael Altamira, "Il califfato occidentale", in: «Storia del mondo medievale», Cambridge History of Middle Age, vol. II, 1999, pp. 477–515.]
- Rafael Altamira, La Spagna (1031-1248), in "Storia del mondo medievale", vol. V, 1999, pp. 865–896
- La recomquista
- (DE) Ulrich Haarmann, Heinz Halm (a cura di), Geschichte der Arabischen Welt, Munich, C.H. Beck, 2001.